# Estación Las Garzas
Las Garzas es una estación de ferrocarril ubicada en la localidad de Pueblo Bellocq del Departamento Paraná en la Provincia de Entre Ríos, Argentina. 

## Servicios
Se encuentra precedida por la Estación Hasenkamp y le sigue el Apeadero Talitas.